# Cantone di Nocé
Il Cantone di Nocé era una divisione amministrativa dell'arrondissement di Mortagne-au-Perche.
È stato soppresso a seguito della riforma complessiva dei cantoni del 2014, che è entrata in vigore con le elezioni dipartimentali del 2015.
Comprendeva i comuni di:
- Berd'huis
- Colonard-Corubert
- Courcerault
- Dancé
- Nocé
- Préaux-du-Perche
- Saint-Aubin-des-Grois
- Saint-Cyr-la-Rosière
- Saint-Jean-de-la-Forêt
- Saint-Maurice-sur-Huisne
- Saint-Pierre-la-Bruyère
- Verrières